# Markteinführung
Markteinführung (englisch introduction stage, product launch) ist der erstmalige Vertrieb eines marktreifen Produkts oder einer Dienstleistung auf einem Markt.

## Allgemeines
Die Markteinführung ist die erste und mit höchstem Marktrisiko verbundene Phase im Produktlebenszyklus, der eine Marktanalyse vorhandener Marktdaten, Marktpotenziale und Marktentwicklungen vorausgegangen ist. Nach der BCG-Matrix gibt es die Marktphasen der Marktreife (englisch marketability), Markteinführung (englisch introduction stage), des Marktwachstums (englisch growth stage), der Marktsättigung (englisch decline stage) und der Reifephase (englisch maturity stage).
Gleichzeitig stellt die Markteinführung die letzte Phase des vorangegangenen Innovationsprozesses dar. Die Markteinführung ist somit das konstituierende Merkmal einer Innovation. Zum Innovationsprozess gehört eine mehr oder weniger intensive betriebliche Forschung und Entwicklung zwecks Produkt- oder Finanzinnovation. Die hierbei entstandenen Forschungs- und Entwicklungskosten können erst nach der Markteinführung durch Umsatzerlöse wieder hereingeholt werden (englisch payback period). Werbekampagnen zur Etablierung/Steigerung des Bekanntheitsgrades können auch bereits vor Markteinführung beginnen, sie tragen zur Neugier der potenziellen Käufer bei. Die unternehmensinternen Produkttests von Prototypen können durch Markttests möglicherweise auf einem Testmarkt mit ausgesuchten Referenzkunden ergänzt werden.
Trotz – oder gerade wegen – bestehender Schwachstellen der Markteinführung in der Unternehmenspraxis weist die wissenschaftliche Forschung noch große Lücken bei der Analyse der Markteinführung auf, insbesondere bei der Vermarktung der einzuführenden Produkte/Dienstleistungen. Dabei ist die Markteinführung sowohl als Entscheidungsproblem als auch unter zeitlichen Perspektiven zu untersuchen. In der Fachliteratur wird oft mit einer inhaltlichen und einer zeitlichen Dimension grundsätzlich zwischen zwei Perspektiven unterschieden.

## Inhaltliche und zeitliche Dimensionen
Aus inhaltlicher Perspektive werden unter Markteinführung alle Managementaufgaben subsumiert, die für die Platzierung des Produktes auf dem Markt notwendig sind. Dies betrifft zunächst Maßnahmen im Bereich des Marketings, denn der Erfolg eines Produktes im Sinne einer schnellen Absatzsteigerung nach der Markteinführung hängt oftmals von der Produkt- und Kommunikationspolitik ab – also vor allem davon, inwieweit schon zuvor Werbung für das Produkt betrieben wurde. Gab es im Vorfeld nur wenig Werbung, kann das Produkt bei der Markteinführung noch weitgehend unbekannt sein, sodass es kaum konsumiert wird. Aus diesem Grund werden schon lange im Voraus Werbeagenturen damit beauftragt, sich Konzepte für die Werbung zu überlegen, um damit die Bekanntheit des Produktes aufzubauen und ein entsprechendes Produktimage schon vor der Platzierung auf dem Markt zu generieren. Weitere Fragen des Erfolgs eines Produkts, die unter diese Perspektive fallen, betreffen den Bereich der Produktpräsentation. Befindet sich ein Produkt beispielsweise in einer unauffälligen Verpackung und liegt im untersten Regalfach in der Mitte eines Warenhauses, wird es weniger Aufmerksamkeit auf sich ziehen als ein Produkt, das auffälliger verpackt auf einem gesonderten Verkaufsstand am Eingang des Warenhauses platziert ist.
Weiterhin wird eine zeitliche Perspektive betont. Markteinführung kann demnach als eine (letzte) Phase des Innovationsprozesses oder als eine (erste) Phase des Produktlebenszyklus aufgefasst werden. Der Zeitpunkt der Markteinführung spielt für den Erfolg des Produktes ebenfalls eine wesentliche Rolle. So ist es beispielsweise nicht sinnvoll, eine neue Winterjacke im Frühling in den Markt einzuführen, da die Nachfrage nach diesem Produkt zu dieser Jahreszeit vermutlich nicht stark ausgeprägt sein wird.

## Markteintrittsmanagement
Zur Markteinführung gehören Marketing, Werbung und operative Planungen und Entscheidungen, insbesondere im Produktmanagement. Diese Aktivitäten sind durch ein umfassendes Markteintrittsmanagement zu bündeln, denn nur hiermit lässt sich ein Markterfolg herbeiführen. Die Höhe der erzielten Erlöse und damit der Produkterfolg sind stark abhängig vom betriebenen Markteinführungsmanagement. Technisch überlegene Produkte können daher scheitern, wenn die Planung ihres Markteintritts fehlerhaft ist. So mussten Philips und Grundig einsehen, dass bei Videorekordern ihr 1979 eingeführtes und technisch überlegenes Video 2000-System im Wettbewerb mit dem 1976 eingeführten VHS-System von Matsushita/JVC unterlag, weil die japanische Konkurrenz von Anfang an auf die volumenstarke weltweite Markteinführung gesetzt hatte.

## Markteintrittsstrategie
Die Markteintrittsstrategie umfasst alle strategischen Entscheidungen, mit denen ein Unternehmen Eintrittsmärkte (regional, national, international) für Produkte/Dienstleistungen auswählt und die Zeitpunkte (englisch timing), Reihenfolge und Schnelligkeit der Markteinführung bestimmt, denn über den Erfolg eines neuen Produkts entscheidet letztlich der Markt. Ein schlechtes Timing bei der Markteinführung kann entweder Gewinneinbußen oder Mehrkosten zur Folge haben. Die verspätete Markteinführung eines Produkts führt zu Einbußen des Unternehmensertrags; nach einer Studie des Fraunhofer-Instituts für Arbeitswirtschaft und Organisation bei Groß- und Mittelbetrieben der Technikbranche reduziert sich bei einer Überschreitung der Entwicklungszeit um 25 % der Ertrag bis zu 60 %. Eine verfrühte Markteinführung löst bei noch vorhandenen Produktrisiken Produkthaftung oder gar Rückrufaktionen aus. Etwa 46 % aller Forschungs- und Entwicklungskosten, die für die Produktentwicklung und Markteinführung ausgegeben werden, fließen letztlich in erfolglose Produkte.

## Abgrenzung
Die Markteinführung neuer Produkte/Dienstleistungen ist vom Marktzutritt (Markteintritt) zu unterscheiden. Letzterer liegt bei Unternehmensgründungen vor, wenn ein ganzes Unternehmen erstmals als Marktteilnehmer auf einem Markt auftritt. Besonders in der englischsprachigen Literatur wird nicht immer klar zwischen der Markteinführung (englisch launch) und dem Markteintritt (englisch entry) unterschieden.